# Head Over Heels (album des Cocteau Twins)
Pour les articles homonymes, voir Head over Heels.
Albums de Cocteau Twins
Garlands Treasure
Head Over Heels est le deuxième album du groupe écossais Cocteau Twins, édité en 1983 par le label indépendant britannique 4AD.
Il est souvent cité par le groupe, ainsi que par de nombreux amateurs, comme étant l'album qui compte parmi leurs véritable favoris dans le registre du groupe.
Head Over Heels a été remastérisé et réédité, avec ses illustrations originales, par 4AD en 2003. À la date de sa réédition, l'album a été nommé comme l'un des albums britanniques les plus excentriques de tous les temps par le magazine Mojo.
Après le départ du bassiste Will Heggie, le groupe se résume au duo Elizabeth Fraser - Robin Guthrie.

## Liste des titres
Toutes les chansons sont écrites et composées par Elizabeth Fraser et Robin Guthrie.
| 1. | When Mama Was Moth    | 3:04 |
| 2. | Five Ten Fiftyfold    | 4:57 |
| 3. | Sugar Hiccup          | 3:41 |
| 4. | In Our Angelhood      | 2:58 |
| 5. | Glass Candle Grenades | 2:43 |

| 6.  | In the Gold Dust Rush      | 3:39 |
| 7.  | The Tinderbox (Of a Heart) | 4:45 |
| 8.  | Multifoiled                | 2:34 |
| 9.  | My Love Paramour           | 3:37 |
| 10. | Musette and Drums          | 4:39 |

## Musiciens
- Elizabeth Fraser : chant
- Robin Guthrie : guitare, basse, boîte à rythmes

- Ally : saxophone sur Five Ten Fiftyfold[8]